# Светско првенство у алпском скијању
Светска првенства у алпском скијању се одржавају у организацији Међународне скијашке федерације (ФИС). Прво Светско првенство у алпском скијању одржано је у 1931. у Мирену (Швајцарска). Током наредних десет година првенства су одржавана сваке године, а сва су одржана у Европи. Други светски рат је 1940. прекинуо одржавања светских првенстава.
Године 1941 одржано је светско првенство у Кортини д'Ампецо на којем су могли учествовати такмичари из земаља сила Осовине и земље које нису у рату са њима. Учествовале су Немачка, Италија, Шведска, Финска и Швајцарска. Све медаље су освојили такмичари Немачке и Италије, али резултати су поништени 1946. од стране ФИСа, због ограниченог броја учесника, тако да првенство није сматрано за званично.
После рата, првенстава су неколико деценија била повезана са Зимским олимпијским играма. Од 1948—1982, такмичење је одржавано сваке две године, када су Зимске олимпијске игре рачунате као светска првенства у олимпијској години. Посебна такмичења одржавана су у парним неолимпијским годинама.
Светско првенство 1950. у Аспену (САД) било је прво званично првенство одвојено од олимпијских игра после 1939. и први пут је одржано ван Европе.
Приликом такмичења на олимпијским играма, додељиване су екстра медаље светског првенства у комбинацији, коришћењем олимпијских резултата код такмичења у слалому и спусту, јер је комбинација званично уврштена у програм игара 1988. године. Од 1985, светска првенства се одржавају у непарним календарским годинама, независно од Зимских олимпијских игара. Недостатак снега у јужној Шпанији 1995. проузроковао је одлагање светског првенства за следећу годину.

## Домаћини такмичења
| Год.  | Место                  | Држава           | Такмичење                                 | Званични назив такмичења                |
| ----- | ---------------------- | ---------------- | ----------------------------------------- | --------------------------------------- |
| 1931. | Мирен                  | Швајцарска       | Светско првенство у алпском скијању 1931. | 1. Светско првенство у алпском скијању  |
| 1932. | Кортина д'Ампецо       | Италија          | Светско првенство у алпском скијању 1932. | 2. Светско првенство у алпском скијању  |
| 1933. | Инзбрук                | Аустрија         | Светско првенство у алпском скијању 1933. | 3. Светско првенство у алпском скијању  |
| 1934. | Санкт Мориц            | Швајцарска       | Светско првенство у алпском скијању 1934. | 4. Светско првенство у алпском скијању  |
| 1935. | Мирен                  | Швајцарска       | Светско првенство у алпском скијању 1935. | 5. Светско првенство у алпском скијању  |
| 1936. | Инзбрук                | Аустрија         | Светско првенство у алпском скијању 1936. | 6th Светско првенство у алпском скијању |
| 1937. | Шамони                 | Француска        | Светско првенство у алпском скијању 1937. | 7. Светско првенство у алпском скијању  |
| 1938. | Енгелберг              | Швајцарска       | Светско првенство у алпском скијању 1938. | 8. Светско првенство у алпском скијању  |
| 1939. | Закопане               | Пољска           | Светско првенство у алпском скијању 1939. | 9. Светско првенство у алпском скијању  |
| 1941. | Кортина д'Ампецо       | Италија          | Светско првенство у алпском скијању 1941. | незванично                              |
| 1948. | Санкт Мориц            | Швајцарска       | Зимске олимпијске игре 1948.              | 10. Светско првенство у алпском скијању |
| 1950. | Аспен,                 | Сједињене Државе | Светско првенство у алпском скијању 1950  | 11. Светско првенство у алпском скијању |
| 1952. | Осло                   | Норвешка         | Зимске олимпијске игре 1952.              | 12. Светско првенство у алпском скијању |
| 1954. | Оре                    | Шведска          | Светско првенство у алпском скијању 1954  | 13. Светско првенство у алпском скијању |
| 1956. | Кортина д'Ампецо       | Италија          | Зимске олимпијске игре 1956.              | 14. Светско првенство у алпском скијању |
| 1958. | Бад Гаштајн            | Аустрија         | Светско првенство у алпском скијању 1958  | 15. Светско првенство у алпском скијању |
| 1960. | Скво Вели              | Сједињене Државе | Зимске олимпијске игре 1960.              | 16. Светско првенство у алпском скијању |
| 1962. | Шамони                 | Француска        | Светско првенство у алпском скијању 1962  | 17. Светско првенство у алпском скијању |
| 1964. | Инзбрук                | Аустрија         | Зимске олимпијске игре 1964.              | 18. Светско првенство у алпском скијању |
| 1966. | Портиљо                | Чиле             | Светско првенство у алпском скијању 1966. | 19. Светско првенство у алпском скијању |
| 1968. | Гренобл                | Француска        | Зимске олимпијске игре 1968.              | 20. Светско првенство у алпском скијању |
| 1970. | Вал Гардена            | Италија          | Светско првенство у алпском скијању 1970. | 21. Светско првенство у алпском скијању |
| 1972. | Сапоро                 | Јапан            | Зимске олимпијске игре 1972.              | 22. Светско првенство у алпском скијању |
| 1974. | Санкт Мориц            | Швајцарска       | Светско првенство у алпском скијању 1974. | 23. Светско првенство у алпском скијању |
| 1976. | Инзбрук                | Аустрија         | Зимске олимпијске игре 1976.              | 24. Светско првенство у алпском скијању |
| 1978. | Гармиш-Партенкирхен    | Западна Немачка  | Светско првенство у алпском скијању 1978. | 25. Светско првенство у алпском скијању |
| 1980. | Лејк Плесид            | Сједињене Државе | Зимске олимпијске игре 1980.              | 26. Светско првенство у алпском скијању |
| 1982. | Шладминг               | Аустрија         | Светско првенство у алпском скијању 1982. | 27. Светско првенство у алпском скијању |
| 1985. | Бормио                 | Италија}         | Светско првенство у алпском скијању 1985  | 28. Светско првенство у алпском скијању |
| 1987. | Кран Монтана           | Швајцарска       | Светско првенство у алпском скијању 1987  | 29. Светско првенство у алпском скијању |
| 1989. | Вејл                   | Сједињене Државе | Светско првенство у алпском скијању 1989. | 30. Светско првенство у алпском скијању |
| 1991. | Залбах-Хинтерглем      | Аустрија         | Светско првенство у алпском скијању 1991  | 31. Светско првенство у алпском скијању |
| 1993. | Мориока                | Јапан            | Светско првенство у алпском скијању 1993. | 32. Светско првенство у алпском скијању |
| 1996. | Сијера Невада          | Шпанија          | Светско првенство у алпском скијању 1996. | 33. Светско првенство у алпском скијању |
| 1997. | Сестријере             | Италија          | Светско првенство у алпском скијању 1997. | 34. Светско првенство у алпском скијању |
| 1999. | Вејл                   | Сједињене Државе | Светско првенство у алпском скијању 1999. | 35. Светско првенство у алпском скијању |
| 2001. | Занкт Антон ам Арлберг | Аустрија         | Светско првенство у алпском скијању 2001  | 36. Светско првенство у алпском скијању |
| 2003. | Санкт Мориц            | Швајцарска       | Светско првенство у алпском скијању 2003. | 37. Светско првенство у алпском скијању |
| 2005. | Бормио                 | Италија          | Светско првенство у алпском скијању 2005. | 38. Светско првенство у алпском скијању |
| 2007. | Оре                    | Шведска          | Светско првенство у алпском скијању 2007. | 39. Светско првенство у алпском скијању |
| 2009. | Вал д'Изер             | Француска        | Светско првенство у алпском скијању 2009. | 40. Светско првенство у алпском скијању |
| 2011. | Гармиш-Партенкирхен    | Немачка          | Светско првенство у алпском скијању 2011. | 41. Светско првенство у алпском скијању |
| 2013. | Шладминг               | Аустрија         | Светско првенство у алпском скијању 2013. | 42. Светско првенство у алпском скијању |
| 2015. | Вејл/Бивер Крик        | Сједињене Државе | Светско првенство у алпском скијању 2015. | 43. Светско првенство у алпском скијању |

## Списак земаља домаћина
Укупно 12 земаља је било домаћин Светском првенству у алпском скијању, укључујући и она која су била заједничка са Зимским олимпијским играма. Светско првенство се одржало само једном у јужној хемисфери, у Портиљу, (Чиле) у августу 1966. Комплетна листа, укључује и будућа заказана првенства, али не и незванично из 1941. године:
| Земља            | Домаћини светских ппревенстава | Домаћини светских ппревенстава | Домаћини светских ппревенстава | Прва година | Последња година |
| Земља            | Укупан бр.                     | Појединачно                    | Заједно са ЗОИ                 | Прва година | Последња година |
| ---------------- | ------------------------------ | ------------------------------ | ------------------------------ | ----------- | --------------- |
| Аустрија         | 9                              | 7                              | 2                              | 1933        | 2013            |
| Швајцарска       | 8                              | 7                              | 1                              | 1931        | 2003            |
| Италија          | 6                              | 5                              | 1                              | 1932        | 2005            |
| Сједињене Државе | 6                              | 4                              | 2                              | 1950        | 2015            |
| Француска        | 4                              | 3                              | 1                              | 1937        | 2009            |
| Шведска          | 2                              | 2                              | 0                              | 1954        | 2007            |
| Немачка          | 2                              | 2                              | 0                              | 1978        | 2011            |
| Јапан            | 2                              | 1                              | 1                              | 1972        | 1993            |
| Пољска           | 1                              | 1                              | 0                              | 1939        | 1939            |
| Чиле             | 1                              | 1                              | 0                              | 1966        | 1966            |
| Шпанија          | 1                              | 1                              | 0                              | 1996        | 1996            |
| Норвешка         | 1                              | 0                              | 1                              | 1952        | 1952            |
| Укупно           | 43                             | 34                             | 9                              | 1931        | 2015            |

## Дисциплине
| Дисциплина               | 31 | 32 | 33 | 34 | 35 | 36 | 37 | 38 | 39 | 48 | 50 | 52 | 54 | 56 | 58 | 60 | 62 | 64 | 66 | 68 | 70 | 72 | 74 | 76 | 78 | 80 | 82 | 85 | 87 | 89 | 91 | 93 | 96 | 97 | 99 | 01 | 03 | 05 | 07 | 09 | 11 |
| ------------------------ | -- | -- | -- | -- | -- | -- | -- | -- | -- | -- | -- | -- | -- | -- | -- | -- | -- | -- | -- | -- | -- | -- | -- | -- | -- | -- | -- | -- | -- | -- | -- | -- | -- | -- | -- | -- | -- | -- | -- | -- | -- |
| Мушкарци комбинација     |    | •  | •  | •  | •  | •  | •  | •  | •  | •  |    |    | •  | •  | •  | •  | •  | •  | •  | •  | •  | •  | •  | •  | •  | •  | •  | •  | •  | •  | •  | •  | •  | •  | •  | •  | •  | •  | •  | •  | •  |
| Мушкарци спуст           | Х  | Х  | Х  | Х  | Х  | Х  | Х  | Х  | Х  | Х  | Х  | Х  | Х  | Х  | Х  | Х  | Х  | Х  | Х  | Х  | Х  | Х  | Х  | Х  | Х  | Х  | Х  | Х  | Х  | Х  | Х  | Х  | Х  | Х  | Х  | Х  | Х  | Х  | Х  | Х  | Х  |
| Мушкарци слалом          | Х  | Х  | Х  | Х  | Х  | Х  | Х  | Х  | Х  | Х  | Х  | Х  | Х  | Х  | Х  | Х  | Х  | Х  | Х  | Х  | Х  | Х  | Х  | Х  | Х  | Х  | Х  | Х  | Х  | Х  | Х  | Х  | Х  | Х  | Х  | Х  | Х  | Х  | Х  | Х  | Х  |
| Мушкарци велеслалом      |    |    |    |    |    |    |    |    |    |    | Х  | Х  | Х  | Х  | Х  | Х  | Х  | Х  | Х  | Х  | Х  | Х  | Х  | Х  | Х  | Х  | Х  | Х  | Х  | Х  | Х  | Х  | Х  | Х  | Х  | Х  | Х  | Х  | Х  | Х  | Х  |
| Мушкарци супервелеслалом |    |    |    |    |    |    |    |    |    |    |    |    |    |    |    |    |    |    |    |    |    |    |    |    |    |    |    |    | Х  | Х  | Х  |    | Х  | Х  | Х  | Х  | Х  | Х  | Х  | Х  | Х  |
| Жене комбинација         |    | •  | •  | •  | •  | •  | •  | •  | •  | •  |    |    | •  | •  | •  | •  | •  | •  | •  | •  | •  | •  | •  | •  | •  | •  | •  | •  | •  | •  | •  | •  | •  | •  | •  | •  | •  | •  | •  | •  | •  |
| Жене спуст               | Х  | Х  | Х  | Х  | Х  | Х  | Х  | Х  | Х  | Х  | Х  | Х  | Х  | Х  | Х  | Х  | Х  | Х  | Х  | Х  | Х  | Х  | Х  | Х  | Х  | Х  | Х  | Х  | Х  | Х  | Х  | Х  | Х  | Х  | Х  | Х  | Х  | Х  | Х  | Х  | Х  |
| Жене слалом              | Х  | Х  | Х  | Х  | Х  | Х  | Х  | Х  | Х  | Х  | Х  | Х  | Х  | Х  | Х  | Х  | Х  | Х  | Х  | Х  | Х  | Х  | Х  | Х  | Х  | Х  | Х  | Х  | Х  | Х  | Х  | Х  | Х  | Х  | Х  | Х  | Х  | Х  | Х  | Х  | Х  |
| Жене велеслалом          |    |    |    |    |    |    |    |    |    |    | Х  | Х  | Х  | Х  | Х  | Х  | Х  | Х  | Х  | Х  | Х  | Х  | Х  | Х  | Х  | Х  | Х  | Х  | Х  | Х  | Х  | Х  | Х  | Х  | Х  | Х  | Х  | Х  | Х  | Х  | Х  |
| Жене супервелеслалом     |    |    |    |    |    |    |    |    |    |    |    |    |    |    |    |    |    |    |    |    |    |    |    |    |    |    |    |    | Х  | Х  | Х  | Х  | Х  | Х  | Х  | Х  | Х  | Х  | Х  | Х  | Х  |
| Екипно такмичење         |    |    |    |    |    |    |    |    |    |    |    |    |    |    |    |    |    |    |    |    |    |    |    |    |    |    |    |    |    |    |    |    |    |    |    |    |    | •  | •  |    | •  |
| Укупно дисциплина        | 4  | 6  | 6  | 6  | 6  | 6  | 6  | 6  | 6  | 6  | 6  | 6  | 8  | 8  | 8  | 8  | 8  | 8  | 8  | 8  | 8  | 8  | 8  | 8  | 8  | 8  | 8  | 8  | 10 | 10 | 10 | 9  | 10 | 10 | 10 | 10 | 10 | 11 | 11 | 10 | 11 |

## Скијаши са највише медаља
Учесници Светских првенстава у алпском скијању, који су (закључно са 2011.) освојили 5 и више појединачних медаља.

### Мушкарци
| Име                | Држава           | Укупно | Злато | Сребро | Бронза |
| ------------------ | ---------------- | ------ | ----- | ------ | ------ |
| Ћетил Андре Омот   | Норвешка         | 12     | 5     | 4      | 3      |
| Марк Ђирардели     | Луксембург       | 11     | 4     | 4      | 3      |
| Ласе Ћус           | Норвешка         | 11     | 3     | 8      | 0      |
| Пирмин Цурбриген   | Швајцарска       | 9      | 4     | 4      | 1      |
| Тони Зајлер        | Аустрија         | 8      | 7     | 1      | 0      |
| Емил Але           | Француска        | 8      | 4     | 4      | 0      |
| Густав Тени        | Италија          | 7      | 5     | 2      | 0      |
| Ингемар Стенмарк   | Шведска          | 7      | 5     | 1      | 1      |
| Рудолф Ромингер    | Швајцарска       | 7      | 4     | 1      | 2      |
| Давид Цог          | Швајцарска       | 7      | 3     | 4      | 0      |
| Бенјамин Рајх      | Аустрија         | 7      | 2     | 4      | 1      |
| Жан-Клод Кили      | Француска        | 6      | 6     | 0      | 0      |
| Аксел Лунд Свиндал | Норвешка         | 6      | 4     | 1      | 1      |
| Карл Шранц         | Аустрија         | 6      | 3     | 2      | 1      |
| Херман Мајер       | Аустрија         | 6      | 3     | 2      | 1      |
| Ги Перија          | Француска        | 6      | 2     | 3      | 1      |
| Боди Милер         | Сједињене Државе | 5      | 4     | 1      | 0      |
| Антон Зелос        | Аустрија         | 5      | 4     | 1      | 0      |
| Ото Фирер          | Швајцарска       | 5      | 1     | 2      | 2      |

### Жене
| Име                  | Држава           | Укупно | Злато | Сребро | Бронза |
| -------------------- | ---------------- | ------ | ----- | ------ | ------ |
| Кристл Кранц         | Немачка          | 15     | 12    | 3      | 0      |
| Мариел Гоашел        | Француска        | 11     | 9     | 2      | 0      |
| Анја Персон          | Шведска          | 11     | 7     | 1      | 3      |
| Анемари Мозер-Прел   | Аустрија         | 9      | 5     | 2      | 2      |
| Хани Венцел          | Лихтенштајн      | 9      | 4     | 3      | 2      |
| Лиза Реш             | Немачка          | 8      | 1     | 4      | 3      |
| Ерика Хес            | Швајцарска       | 7      | 6     | 0      | 1      |
| Ренате Гечл          | Аустрија         | 7      | 2     | 3      | 2      |
| Кете Гразегер        | Немачка          | 7      | 0     | 1      | 6      |
| Пернила Виберг       | Шведска          | 6      | 4     | 1      | 1      |
| Инге Версин-Лантшнер | Аустрија         | 6      | 3     | 3      | 0      |
| Френи Шнајдер        | Швајцарска       | 6      | 3     | 2      | 1      |
| Ани Фамоз            | Француска        | 6      | 1     | 2      | 3      |
| Јаница Костелић      | Хрватска         | 5      | 5     | 0      | 0      |
| Линдси Вон           | Сједињене Државе | 5      | 2     | 3      | 0      |
| Ани Риег             | Швајцарска       | 5      | 2     | 1      | 2      |
| Фрида Денцер         | Швајцарска       | 5      | 1     | 3      | 1      |
| Марлис Шилд          | Аустрија         | 5      | 1     | 2      | 2      |
| Матеја Свет          | СФРЈ             | 5      | 1     | 1      | 3      |